# 广济桥 (潮州)
广济桥，俗称湘子桥，位于广东省潮州市湘桥区东门外韩江，为古代闽粤交通要道。与趙縣赵州桥、惠安縣洛阳桥及北京市芦沟桥并称“中国四大古桥”，集拱橋、樑橋及浮橋於一體，为中国第一座启闭式浮桥。

## 简介
广济桥，始建于南宋乾道七年（公元1171年），初为浮桥，由浮船连结而成，初名康济桥。后自两岸向江心逐墩修筑，至绍定元年（公元1228年），建成23墩。
明宣德十年（公元1435年），潮州知府王源主持大桥重修，于桥上修筑楼阁12座，桥屋126间，并统一名称为广济桥。正德八年（公元1513年），知府谭伦增建一墩；嘉靖九年，减船六只，形成目前十八梭船廿四洲风格。
清雍正二年（公元1724年），时任知府张自谦再修，并铸鉎牛二只，分置西桥第八墩和东桥第十二墩，意在“镇桥御水”。道光二十二年（公元1842年）洪水，东墩鉎牛坠入江中。有此民谣道：“潮州湘桥好风流，十八梭船廿四洲，廿四楼台廿四样，二只鉎牛一只溜”。桥全长约520米，现存古桥墩21座，为全国重点文物保护单位。
1958年，当地政府对大桥做了全面的修理与加固。2003年至2007年，对广济桥按照最辉煌时期的明代进行了修复，恢复了“十八梭船”的启闭式浮桥，修复了桥上的12座楼阁和18座亭屋，并加上匾额与对联，定位为旅游观光步行桥。桥全长约520米，现存古桥墩21座，为全国重点文物保护单位。
现在游客登上广济桥需要购买门票，正常票价为20元，登桥截止时间为每天下午16：30分。晚上中间的浮桥会收回。

## 民间传说
民间有所谓“仙佛造桥”的传说。大意是，某一天韩湘子（代表道教）和广济和尚（代表佛教）斗法，韩湘子从江的东岸往西修，广济和尚则从西岸往东修，看哪一家建成的桥墩多。桥即将合龙的半夜时分，广济和尚为加快进度将石材化作黑色的羊（乌羊），赶着石材往江边，韩湘子则模仿公鸡晨啼，羊复原为石材不再行走，化作了潮州城西郊的乌洋山。不久后天亮，比赛结束，于是桥没有合龙，江心没有桥墩，只能用梭船连接。因为两家都有作弊行为，这场比赛也算不分胜负，于是桥有两个名字：江东岸的居民称之为“湘子桥”，西岸的则称之为“广济桥”。

## 夜间灯光秀
2018年2月10日，潮州“一江两岸”夜景正式亮灯，同时广济桥夜间灯光秀表演正式向市民和游客见面，是“一江两岸”夜景工程的项目之一。
广济桥夜间灯光秀正式名称为“凤城之光”，是广济桥非常著名的亮点，在每天晚上20:00举行灯光秀表演，因伴有潮州大锣鼓演奏而被潮州民间起个昵称“当当当”。广济桥“凤城之光”夜间灯光秀采用多套LED照明灯设置，并且以潮州大锣鼓、潮州歌册，元朝演唱的《潮州人》等为配乐。舒缓或激昂，灵动或悠扬，皆有章法可循。初期每晚只有一场，每场16分钟，后于5月10日起延长至22:30，增加至三场，以进一步吸引众多市民游客前来观赏以及发展旅游业。

## 艺术
中国湖南省湘西州歌手向异（笔名：银临），于2014年创作歌曲《湘桥月》，故事背景取自本座桥的历史故事。